# Chonostomum crenulatum
Chonostomum crenulatum är en plattmaskart som beskrevs av Schmarda 1861. Chonostomum crenulatum ingår i släktet Chonostomum och familjen Dalyellidae. Inga underarter finns listade i Catalogue of Life.